# لوسون ماثيوز
لوسون ماثيوز (18 مارس 1943 بكينغستون في جامايكا - ) (بالإنجليزية: Lawson Matthews)‏ هو لاعب كريكت جامايكي.

## وصلات خارجية
- لوسون ماثيوز على موقع إي آس بي آن كريك إنفو (الإنجليزية)